# Miami Open 2017 - Qualificazioni singolare femminile
Le qualificazioni del singolare femminile del Miami Open 2017 sono state un torneo di tennis preliminare per accedere alla fase finale della manifestazione. Le vincitrici dell'ultimo turno sono entrate di diritto nel tabellone principale. In caso di ritiro di una o più giocatrici aventi diritto a queste sono subentrate le lucky loser, ossia le giocatrici che hanno perso nell'ultimo turno ma che avevano una classifica più alta rispetto alle altre partecipanti che avevano comunque perso nel turno finale.

## Teste di serie
1. Elise Mertens (primo turno)
2. Magda Linette (ultimo turno, lucky loser)
3. Nao Hibino (primo turno)
4. Evgenija Rodina (ultimo turno)
5. Maria Sakkarī (primo turno)
6. Kurumi Nara (qualificata)
7. Donna Vekić (qualificata)
8. Varvara Lepchenko (qualificata)
9. Madison Brengle (qualificata)
10. Risa Ozaki (qualificata)
11. Irina Chromačëva (primo turno)
12. Mona Barthel (ultimo turno)

1. Irina Falconi (ultimo turno)
2. Julia Boserup (ultimo turno)
3. Jana Čepelová (qualificata)
4. Patricia Maria Tig (qualificata)
5. Tatjana Maria (primo turno)
6. Çağla Büyükakçay (primo turno)
7. Sara Sorribes Tormo (ultimo turno)
8. Marina Eraković (qualificata)
9. Taylor Townsend (qualificata)
10. Mariana Duque Mariño (ultimo turno)
11. Aljaksandra Sasnovič (qualificata)
12. Kateryna Kozlova (primo turno)

## Qualificate
1. Anett Kontaveit
2. Aljaksandra Sasnovič
3. Marina Eraković
4. Patricia Maria Tig
5. Jana Čepelová
6. Kurumi Nara

1. Donna Vekić
2. Varvara Lepchenko
3. Madison Brengle
4. Risa Ozaki
5. Verónica Cepede Royg
6. Taylor Townsend

### Lucky loser
1. Magda Linette

## Tabellone

### Legenda
| - Q = Qualificato - WC = Wild card - LL = Lucky loser | - ALT = Alternate - SE = Special Exempt - PR = Protected Ranking | - w/o = Walkover - r = Ritirato - d = Squalificato |

### Sezione 1
|  | Primo turno | Primo turno         | Primo turno         | Primo turno | Primo turno |  |  | Ultimo turno        | Ultimo turno        | Ultimo turno        | Ultimo turno | Ultimo turno |  |
|  |             |                     |                     |             |             |  |  |                     |                     |                     |              |              |  |
|  | 1           | Elise Mertens       | Elise Mertens       | 65          | 64          |  |  |                     |                     |                     |              |              |  |
|  |             | Alison Van Uytvanck | Alison Van Uytvanck | 7           | 7           |  |  | Alison Van Uytvanck | Alison Van Uytvanck | Alison Van Uytvanck | 3            | 2            |  |
|  |             | Anett Kontaveit     | Anett Kontaveit     | 6           | 6           |  |  | Anett Kontaveit     | Anett Kontaveit     | Anett Kontaveit     | 6            | 6            |  |
|  | 18          | Çağla Büyükakçay    | Çağla Büyükakçay    | 1           | 2           |  |  |                     |                     |                     |              |              |  |

### Sezione 2
|  | Primo turno | Primo turno          | Primo turno | Primo turno | Primo turno |  |  | Ultimo turno | Ultimo turno         | Ultimo turno         | Ultimo turno | Ultimo turno |  |
|  |             |                      |             |             |             |  |  |              |                      |                      |              |              |  |
|  | 2           | Magda Linette        | 7           | 2           | 6           |  |  |              |                      |                      |              |              |  |
|  |             | Asia Muhammad        | 5           | 6           | 3           |  |  | 2            | Magda Linette        | Magda Linette        | 4            | 2            |  |
|  |             | Elica Kostova        | 2           | 6           | 2           |  |  | 23           | Aljaksandra Sasnovič | Aljaksandra Sasnovič | 6            | 6            |  |
|  | 23          | Aljaksandra Sasnovič | 6           | 0           | 6           |  |  |              |                      |                      |              |              |  |

### Sezione 3
|  | Primo turno | Primo turno      | Primo turno      | Primo turno | Primo turno |  |  | Ultimo turno | Ultimo turno     | Ultimo turno | Ultimo turno | Ultimo turno |  |
|  |             |                  |                  |             |             |  |  |              |                  |              |              |              |  |
|  | 3           | Nao Hibino       | Nao Hibino       | 5           | 3           |  |  |              |                  |              |              |              |  |
|  |             | Françoise Abanda | Françoise Abanda | 7           | 6           |  |  |              | Françoise Abanda | 0            | 7            | 5            |  |
|  |             | Naomi Broady     | Naomi Broady     | 5           | 4           |  |  | 20           | Marina Eraković  | 6            | 63           | 7            |  |
|  | 20          | Marina Eraković  | Marina Eraković  | 7           | 6           |  |  |              |                  |              |              |              |  |

### Sezione 4
|  | Primo turno | Primo turno        | Primo turno        | Primo turno | Primo turno |  |  | Ultimo turno | Ultimo turno       | Ultimo turno | Ultimo turno | Ultimo turno |  |
|  |             |                    |                    |             |             |  |  |              |                    |              |              |              |  |
|  | 4           | Evgenija Rodina    | Evgenija Rodina    | 6           | 6           |  |  |              |                    |              |              |              |  |
|  |             | Lucie Hradecká     | Lucie Hradecká     | 3           | 2           |  |  | 4            | Evgenija Rodina    | 6            | 3            | 2            |  |
|  |             | Aleksandra Krunić  | Aleksandra Krunić  | 3           | 3           |  |  | 16           | Patricia Maria Tig | 6            | 6            | 6            |  |
|  | 16          | Patricia Maria Tig | Patricia Maria Tig | 6           | 6           |  |  |              |                    |              |              |              |  |

### Sezione 5
|  | Primo turno | Primo turno        | Primo turno      | Primo turno | Primo turno |  |  | Ultimo turno | Ultimo turno       | Ultimo turno       | Ultimo turno | Ultimo turno |  |
|  |             |                    |                  |             |             |  |  |              |                    |                    |              |              |  |
|  | 5           | Maria Sakkarī      | 4                | 6           | 62          |  |  |              |                    |                    |              |              |  |
|  | WC          | Anastasia Potapova | 6                | 0           | 7           |  |  | WC           | Anastasia Potapova | Anastasia Potapova | 3            | 1            |  |
|  |             | Rebecca Šramková   | Rebecca Šramková | 3           | 3           |  |  | 15           | Jana Čepelová      | Jana Čepelová      | 6            | 6            |  |
|  | 15          | Jana Čepelová      | Jana Čepelová    | 6           | 6           |  |  |              |                    |                    |              |              |  |

### Sezione 6
|  | Primo turno | Primo turno         | Primo turno         | Primo turno | Primo turno |  |  | Ultimo turno | Ultimo turno        | Ultimo turno        | Ultimo turno | Ultimo turno |  |
|  |             |                     |                     |             |             |  |  |              |                     |                     |              |              |  |
|  | 6           | Kurumi Nara         | Kurumi Nara         | 6           | 6           |  |  |              |                     |                     |              |              |  |
|  |             | Grace Min           | Grace Min           | 2           | 1           |  |  | 6            | Kurumi Nara         | Kurumi Nara         | 6            | 6            |  |
|  |             | Francesca Schiavone | Francesca Schiavone | 6           | 6           |  |  |              | Francesca Schiavone | Francesca Schiavone | 3            | 0            |  |
|  | 24          | Kateryna Kozlova    | Kateryna Kozlova    | 3           | 0           |  |  |              |                     |                     |              |              |  |

### Sezione 7
|  | Primo turno | Primo turno   | Primo turno | Primo turno | Primo turno |  |  | Ultimo turno | Ultimo turno | Ultimo turno | Ultimo turno | Ultimo turno |  |
|  |             |               |             |             |             |  |  |              |              |              |              |              |  |
|  | 7           | Donna Vekić   | 4           | 6           | 6           |  |  |              |              |              |              |              |  |
|  | WC          | Kayla Day     | 6           | 2           | 4           |  |  | 7            | Donna Vekić  | Donna Vekić  | 6            | 6            |  |
|  |             | Ana Bogdan    | 7           | 2           | 6           |  |  |              | Ana Bogdan   | Ana Bogdan   | 2            | 4            |  |
|  | 17          | Tatjana Maria | 5           | 6           | 4           |  |  |              |              |              |              |              |  |

### Sezione 8
|  | Primo turno | Primo turno           | Primo turno           | Primo turno | Primo turno |  |  | Ultimo turno | Ultimo turno         | Ultimo turno | Ultimo turno | Ultimo turno |  |
|  |             |                       |                       |             |             |  |  |              |                      |              |              |              |  |
|  | 8           | Varvara Lepchenko     | Varvara Lepchenko     | 7           | 6           |  |  |              |                      |              |              |              |  |
|  |             | Sílvia Soler Espinosa | Sílvia Soler Espinosa | 5           | 1           |  |  | 8            | Varvara Lepchenko    | 4            | 6            | 6            |  |
|  | WC          | Urszula Radwańska     | Urszula Radwańska     | 2           | 2           |  |  | 22           | Mariana Duque Mariño | 6            | 1            | 1            |  |
|  | 22          | Mariana Duque Mariño  | Mariana Duque Mariño  | 6           | 6           |  |  |              |                      |              |              |              |  |

### Sezione 9
|  | Primo turno | Primo turno         | Primo turno         | Primo turno | Primo turno |  |  | Ultimo turno | Ultimo turno        | Ultimo turno        | Ultimo turno | Ultimo turno |  |
|  |             |                     |                     |             |             |  |  |              |                     |                     |              |              |  |
|  | 9           | Madison Brengle     | Madison Brengle     | 6           | 6           |  |  |              |                     |                     |              |              |  |
|  |             | Sachia Vickery      | Sachia Vickery      | 1           | 2           |  |  | 9            | Madison Brengle     | Madison Brengle     | 7            | 7            |  |
|  |             | Samantha Crawford   | Samantha Crawford   | 2           | 4           |  |  | 19           | Sara Sorribes Tormo | Sara Sorribes Tormo | 62           | 5            |  |
|  | 19          | Sara Sorribes Tormo | Sara Sorribes Tormo | 6           | 6           |  |  |              |                     |                     |              |              |  |

### Sezione 10
|  | Primo turno | Primo turno   | Primo turno | Primo turno | Primo turno |  |  | Ultimo turno | Ultimo turno  | Ultimo turno  | Ultimo turno | Ultimo turno |  |
|  |             |               |             |             |             |  |  |              |               |               |              |              |  |
|  | 10          | Risa Ozaki    | Risa Ozaki  | 6           | 6           |  |  |              |               |               |              |              |  |
|  | WC          | Katie Swan    | Katie Swan  | 3           | 3           |  |  | 10           | Risa Ozaki    | Risa Ozaki    | 7            | 6            |  |
|  |             | Jana Fett     | 2           | 6           | 5           |  |  | 14           | Julia Boserup | Julia Boserup | 5            | 0            |  |
|  | 14          | Julia Boserup | 6           | 4           | 7           |  |  |              |               |               |              |              |  |

### Sezione 11
|  | Primo turno | Primo turno          | Primo turno          | Primo turno | Primo turno |  |  | Ultimo turno | Ultimo turno         | Ultimo turno         | Ultimo turno | Ultimo turno |  |
|  |             |                      |                      |             |             |  |  |              |                      |                      |              |              |  |
|  | 11          | Irina Chromačëva     | Irina Chromačëva     | 4           | 2           |  |  |              |                      |                      |              |              |  |
|  |             | Verónica Cepede Royg | Verónica Cepede Royg | 6           | 6           |  |  |              | Verónica Cepede Royg | Verónica Cepede Royg | 6            | 6            |  |
|  |             | Viktorija Tomova     | Viktorija Tomova     | 2           | 1           |  |  | 13           | Irina Falconi        | Irina Falconi        | 3            | 3            |  |
|  | 13          | Irina Falconi        | Irina Falconi        | 6           | 6           |  |  |              |                      |                      |              |              |  |

### Sezione 12
|  | Primo turno | Primo turno        | Primo turno        | Primo turno | Primo turno |  |  | Ultimo turno | Ultimo turno    | Ultimo turno    | Ultimo turno | Ultimo turno |  |
|  |             |                    |                    |             |             |  |  |              |                 |                 |              |              |  |
|  | 12          | Mona Barthel       | Mona Barthel       | 6           | 6           |  |  |              |                 |                 |              |              |  |
|  | WC          | Jaqueline Cristian | Jaqueline Cristian | 1           | 1           |  |  | 12           | Mona Barthel    | Mona Barthel    | 6            | 3            |  |
|  | WC          | Sofija Žuk         | Sofija Žuk         | 63          | 65          |  |  | 21           | Taylor Townsend | Taylor Townsend | 7            | 6            |  |
|  | 21          | Taylor Townsend    | Taylor Townsend    | 7           | 7           |  |  |              |                 |                 |              |              |  |